# 154 (album)
154 je třetí studiové album anglické rockové skupiny Wire, vydané v září roku 1979. Stejně jako v případě prvního a druhého alba byl jeho producentem Mike Thorne a vydala jej společnost Harvest Records (pouze ve Spojeném království, v USA jej vydala společnost Warner Bros. Records). Nedlouho po vydání alba kapela ukončila svou činnost a další studiové album, které dostalo název The Ideal Copy, vydala až roku 1987.

## Seznam skladeb
| Pořadí | Název                      | Autor                       | Délka |
| ------ | -------------------------- | --------------------------- | ----- |
| 1.     | I Should Have Known Better | Graham Lewis                | 3:52  |
| 2.     | Two People in a Room       | Colin Newman, Bruce Gilbert | 2:00  |
| 3.     | The 15th                   | Newman                      | 3:05  |
| 4.     | The Other Window           | Lewis, Gilbert              | 2:07  |
| 5.     | Single K.O.                | Lewis                       | 2:23  |
| 6.     | A Touching Display         | Lewis                       | 6:55  |
| 7.     | On Returning               | Newman                      | 2:06  |
| 8.     | A Mutual Friend            | Lewis, Newman               | 4:28  |
| 9.     | Blessed State              | Gilbert                     | 3:28  |
| 10.    | Once Is Enough             | Newman                      | 3:23  |
| 11.    | Map Ref. 41°N 93°W         | Lewis, Newman, Gilbert      | 3:40  |
| 12.    | Indirect Enquiries         | Lewis, Newman               | 3:36  |
| 13.    | 40 Versions                | Gilbert                     | 3:28  |

## Obsazení
Wire
- Colin Newman – zpěv, kytara
- B. C. Gilbert – kytara, zpěv
- Graham Lewis – baskytara, zpěv
- Robert Gotobed – bicí

Ostatní hudebníci
- Hilly Kristal – basový zpěv
- Kate Lukas – altová flétna
- Tim Souster – elektrická viola
- Mike Thorne – klávesy, syntezátory
- Joan Whiting – anglický roh